# 泰常
泰常（たいじょう）は、南北朝時代の北魏において明元帝の治世に使用された元号。416年4月 - 423年12月。

## 西暦・干支との対照表
| 泰常 | 元年  | 2年   | 3年   | 4年   | 5年   | 6年   | 7年   | 8年   |
| 西暦 | 416年 | 417年 | 418年 | 419年 | 420年 | 421年 | 422年 | 423年 |
| 干支 | 丙辰  | 丁巳  | 戊午  | 己未  | 庚申  | 辛酉  | 壬戌  | 癸亥  |